# Pholcus gracillimus
Pholcus gracillimus is een spinnensoort uit de familie trilspinnen (Pholcidae). De soort komt voor in Sumatra en Java.